# Punín (parroquia)

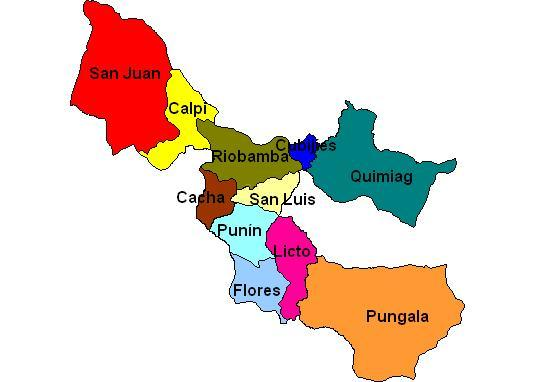
Localización de las parroquias rurales en el cantón Riobamba.

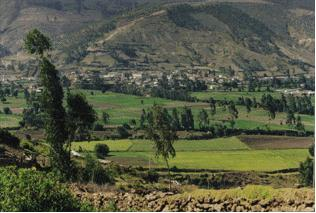
Vista panorámica del pueblo de Punín.

Punín es una parroquia rural la ciudad de Riobamba, en la provincia de Chimborazo, en el Ecuador.
El pueblo de Punín se encuentra a aproximadamente 12 km al sur de la ciudad de Riobamba. Según se afirma, en esta localidad habría pernoctado el mariscal Antonio José de Sucre y sus tropas la noche anterior a la batalla de Riobamba, el 20 de abril de 1820.
Se han encontrado vestigios arqueológicos importantes en esta parroquia, como son: partes del esqueleto de un mastodonte, encontrado en 1894; y, un cráneo puninoide, considerado un hallazgo importante en relación con los orígenes de la presencia del hombre en el continente.
La heroína indígena Manuela León es oriunda de esta parroquia.

## Características demográficas
De acuerdo con el Sistema Integrado de Indicadores Sociales del Ecuador,sa
```
SIISE, la pobreza por necesidades básicas insatisfechas, alcanza el 95,43% de la población total de la parroquia, y el 76,67 % de pobreza extrema. La población económicamente activa es de: 1932 habitantes.La mayoría de la población es indígena.
```

Según los datos presentados por el Instituto Ecuatoriano de Estadísticas y Censos (INEC), del último Censo de Población y Vivienda, realizado en el país en el 2001, Punín presenta una población predominantemente joven, a expensas de los grupos de edad comprendidos entre 0 a 14 años, con el 42,3% de la población total de la parroquia. 
La población femenina alcanza el 21,2%, mientras que la masculina, el 43,8%. El analfabetismo en mujeres se presenta en 41,43%, mientras que en varones: 24,12%.

"center" 

| Población - Dinámica demográfica | Habitantes |
| Población (habitantes)           | 5.980      |
| Población - hombres              | 3.361      |
| Población - mujeres              | 2.619      |
| Población - menores a 1 año      | 101        |
| Población - 1 a 9 años           | 1.495      |
| Población - 10 a 14 años         | 831        |
| Población - 15 a 29 años         | 1.220      |
| Población - 30 a 49 años         | 1.059      |
| Población - 50 a 64 años         | 706ereee   |
| Población - de 65 y más años     | 568        |

## Servicios básicos
Tienen acceso a la red de alcantarillado, el 6% de las viviendas, mientras que el 28% los hogares disponen de algún tipo de servicio higiénico exclusivo.
Otros indicadores de cobertura de servicios básicos son:
- Agua entubada por red pública dentro de la vivienda: 80%.
- Energía Eléctrica 95%.
- Servicio telefónico 50%.

Déficit de servicios residenciales básicos 49% de las viviendas.